# Зубаревка (Курганская область)
Зубаревка — деревня в Звериноголовском районе Курганской области России. Входит в состав Отряд-Алабугского сельсовета.

## География
Деревня находится на юге Курганской области, в пределах южной части Западно-Сибирской равнины, в лесостепной зоне, вблизи государственной границы с Казахстаном, на расстоянии примерно 23 километров (по прямой) к юго-востоку от села Звериноголовского, административного центра района. Абсолютная высота — 166 метров над уровнем моря.
Климат
Климат характеризуется как континентальный, с холодной малоснежной зимой и тёплым сухим летом. Средняя температура воздуха самого холодного месяца (января) составляет −17,8 °C (абсолютный минимум — −35 °С); самого тёплого месяца (июля) — 19,5 °C (абсолютный максимум — 41 °С). Безморозный период длится 115 дней. Годовое количество атмосферных осадков — 338 мм.
Часовой пояс
Село Круглое, как и вся Курганская область, находится в часовой зоне МСК+2. Смещение применяемого времени относительно UTC составляет +5:00.

## Население
| 1989 | 2002 | 2010 |
| ---- | ---- | ---- |
| 251  | ↗258 | ↘156 |

Гендерный состав
По данным Всероссийской переписи населения 2010 года в гендерной структуре населения мужчины составляли 48,7 %, женщины — соответственно 51,3 %.
Национальный состав
Согласно результатам Всероссийской переписи населения 2002 года, в национальной структуре населения русские составляли 77 %.